# برای فروش: کفش‌های کودک، پوشیده‌نشده

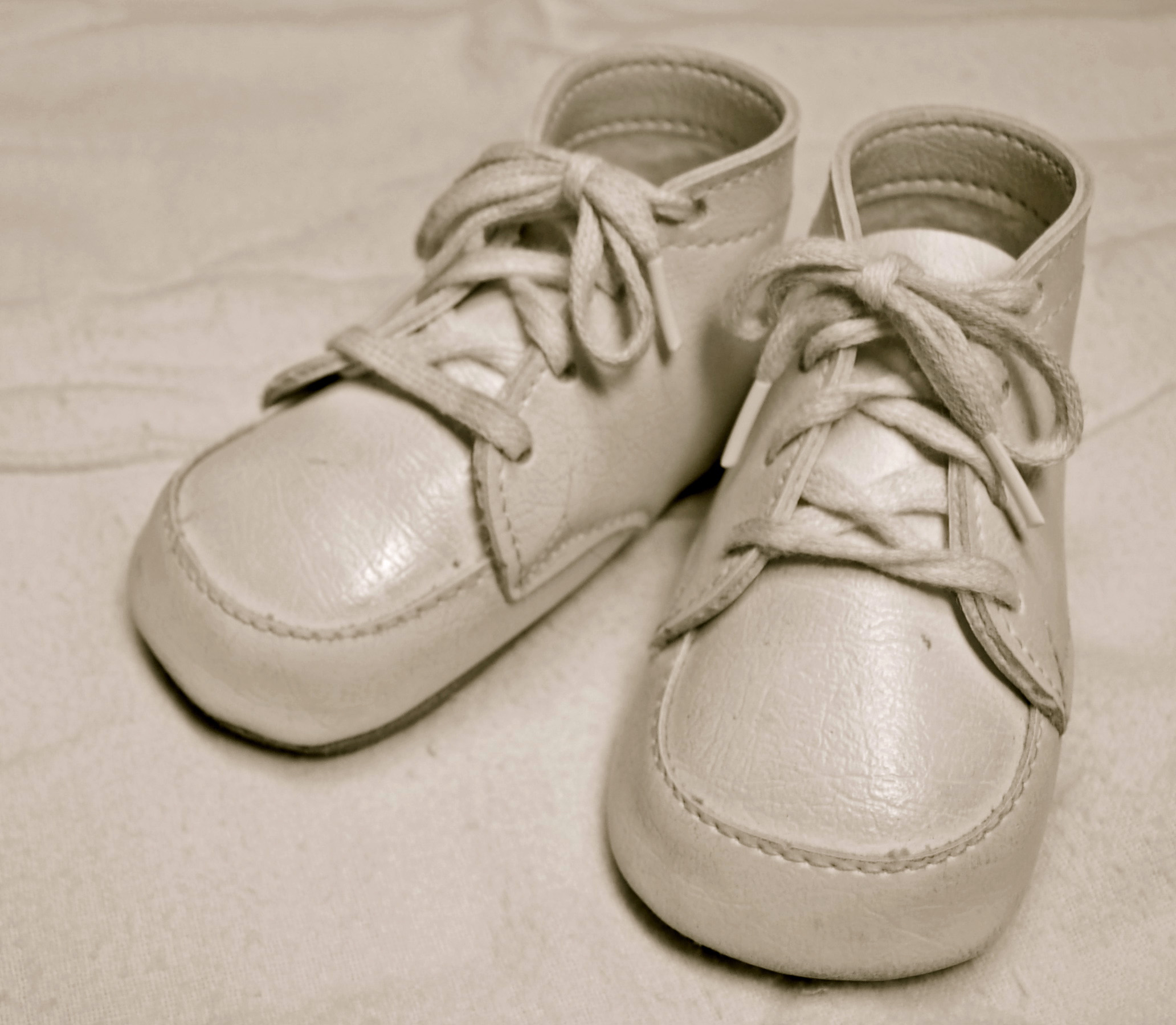
یک داستان ۶ کلمه‌ای منسوب به همینگوی مثالی برای داستان کوتاه کوتاه است

برای فروش: کفش‌های کودک، پوشیده نشده. آغازگر و اولین داستان معروف به داستان‌های شش کلمه‌ای است. اگر چه بسیاری بر این باورند که این داستان متعلق به ارنست همینگوی است اما مدرک معتبری برای اثبات این قضیه وجود ندارد.

## شرط‌بندی
می‌گویند این داستان نتیجه یک شرط‌بندی شوخی وار میان همینگوی و دوستانش است.
در نقل است زمانی که همینگوی با دوستانش مشغول خوردن ناهار در رستورانی بودند همینگوی ۱۰ دلار روی میز می‌گذارد و ادعا می‌کند که می‌تواند یک داستان کامل را در شش کلمه جای دهد. پس از این همینگوی نوشتهٔ "For sale: baby shoes, never worn" ‌را روی یک دستمال سفره می‌نویسد و به دوستانش نشان می‌دهد و شرط را می‌برد. این داستان خیلی کوتاه دارد به شکل غیر مستقیمی به مرگ یک جنین یا کودک نوزادی اشاره می‌کند که هیچ‌گاه نتوانست کفش‌هایش را بپوشد.

## میراث
این داستان شوخی‌وار، مولد سبک جدیدی در ادبیات به نام " داستان شش کلمه‌ای " شد که در رده داستان کوتاه کوتاه قرار می‌گیرند.